# Constance Fenimore Woolson

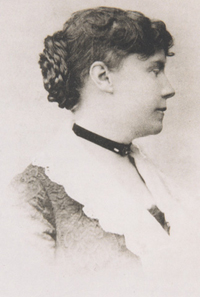
Constance Fenimore Woolson, fotografía realizada hacia 1887.

Constance Fenimore Woolson (Claremont, 5 de marzo de 1840 – Venecia, 24 de enero de 1894) fue una escritora estadounidense, autora de novelas y cuentos. Era sobrina nieta de James Fenimore Cooper, y se la conoce sobre todo por su narrativa de ficción sobre la región de los Grandes Lagos, el Sur de los Estados Unidos y la vida de expatriatos estadounidenses en Europa.

## Biografía
Woolson nació en Claremont (Nuevo Hampshire), pero su familia se trasladó pronto a Cleveland (Ohio), después de la muerte de tres de sus hermanas por la escarlatina. Woolson se educó en el Cleveland Female Seminary y un internado de Nueva York. Viajó ampliamente por la región del Medio Oeste y el Noreste de los Estados Unidos, en su infancia, y primeros años de adultez.
Su padre murió en 1869, y al año siguiente comenzó a publicar relatos de ficción y artículos en revistas como The Atlantic Monthly y Harper's Magazine. Desde 1873 hasta 1879, pasó el invierno con su madre en St. Augustine (Florida). Durante estas visitas invernales viajó ampliamente por el Sur, lo que le dio material para sus historias cortas. Después de la muerte de su madre en 1879, marchó a Europa, permaneciendo en una serie de hoteles de Inglaterra, Francia, Italia, Suiza y Alemania.
En 1880 conoció a Henry James, y la relación entre ellos ha suscitado gran especulación por parte de los biógrafos, especialmente Lyndall Gordon en su libro de 1998, A Private Life of Henry James. En el invierno de 1889-1890 viajó a Egipto y Grecia, 
En 1893 Woolson alquiló un elegante apartamento en el Gran Canal de Venecia. Enferma de gripe y depresión, se cayó o se tiró desde una ventana del apartamento en enero de 1894, muriendo. Se encuentra enterrada en el Cementerio Protestante de Roma.

## Legado
Los cuentos de Woolson están considerados hoy como ejemplos competentes y de fácil lectura de lo que se llamó color local. Sus novelas han sufrido en cambio el paso del tiempo, en comparación, aunque también reflejan su capacidad de pintar impresionantes telones de fondo para su ficción.
Su historia «Jeannette» es un buen ejemplo de su primer período de ficción de los Grandes Lagos, con un final que va en contra del romance. «Rodman the Keeper» representa su segundo período de ficción inspirada en el Sur, y muestra simpatía hacia las culturas y puntos de vista tanto norteños como sureños. «In Sloane Street», del último período europeo de Woolson, muestra una genuina penetración en los problemas de una escritora soltera que permanece con una pareja casada.

## Obras
- The Old Stone House (1873), relato para niños.
- Castle Nowhere: Lake-Country Sketches (1875), su primer volumen de relatos cortos.
- Rodman the Keeper: Southern Sketches (1880).
- Anne (1880), su primera novela.
- East Angels (1886), novela.
- Jupiter Lights (1889), novela.
- Horace Chase (1894), novela.
- For the Major (1883), novela corta, una historia del sur posterior a la Guerra de Secesión que se ha convertido en una de sus obras más respetadas.
- Mentone, Cairo and Corfu (publicado póstumamente en 1896), libro de viajes.
- The Front Yard and Other Italian Stories (pub. póst. 1895), relatos cortos. Uno de ellos, The Street of the Hyacinth aparece como «La calle del Jacinto» en la antología Cuando se abrió la puerta. Cuentos de la Nueva Mujer (1882-1914). El que da título apareció en 2010 bajo el título El jardín en ed. Periférica, 978-84-92865-22-2.
- Dorothy and Other Italian Stories (pub. póst. 1896).